# صفرعلی
صفرعلی فیلمی به کارگردانی سعید نیوندی و نویسندگی اسماعیل پورسعید محصول سال ۱۳۳۹ است. شهین، منوچهر، روانبخش و مهوش به‌عنوان خواننده در این فیلم حضور داشته‌اند.

## خلاصه داستان
«صفرعلی» از دهکده اش برای خرید بعضی از لوازم خانگی و همچنین اجناسی که همسر آینده اش سفارش داده وارد تهران می‌شود...

## بازیگران
- نصرت‌الله وحدت
- شهین
- ژاله
- احمد قدکچیان
- جواد تقدسی
- داریوش اسدزاده
- فرهنگ امیری
- حسین جهانگیری